# Người phát ngôn Bộ Ngoại giao Cộng hòa Nhân dân Trung Hoa
Người phát ngôn Bộ Ngoại giao Cộng hòa Nhân dân Trung Hoa là phát ngôn viên của Bộ Ngoại giao Cộng hòa Nhân dân Trung Hoa. Trong quá khứ và hiện tại gồm 32 người. Để có thể đảm nhiệm vai trò này, họ thường phải giữ chức vụ Tổng Giám đốc hoặc Phó Tổng Giám đốc Văn phòng Thông tin thuộc Bộ Ngoại giao Cộng hòa Nhân dân Trung Hoa. Tiền Kỳ Tham là người phát ngôn đầu tiên và buổi họp báo đầu tiên đã được Bộ Ngoại giao tổ chức vào ngày 26 tháng 3 năm 1982. Từ ngày 1 tháng 9 năm 2011, số lần họp báo mỗi tuần của Bộ Ngoại giao Trung Quốc là 5 lần, thời gian họp báo mỗi lần trên nguyên tắc là 20 phút và số lượng người phát ngôn cùng một thời điểm tăng lên 4 người.

## Danh sách
|    | Người phát ngôn         | Giản thể | Bính âm       | Năm bổ nhiệm | Năm mãn nhiệm | Cương vị về sau hoặc cao hơn                                                              |
| 1  | Tiền Kỳ Tham            | 钱其琛   | Qián Qíchēn   | 1976         | 1982          | Phó thủ tướng, Ngoại trưởng                                                               |
| 2  | Tề Hoài Viễn            | 齐怀远   | Qí Huáiyuǎn   | 1983         | 1984          | Thứ trưởng Ngoại giao, Chủ tịch Uỷ ban Thông tin Quốc vụ viện                             |
| 3  | Du Chí Trung            | 俞志忠   | Yú Zhìzhōng   | 1984         | 1985          | Đại sứ tại Anh Quốc                                                                       |
| 4  | Vương Chấn Vũ           | 王振宇   | Wáng Zhènyǔ   | 1984         | 1985          | Giám đốc Văn phòng Các vấn đề Đài Loan của Quốc vụ viện                                   |
| 5  | Mã Dục Chân             | 马毓真   | Mǎ Yùzhēn     | 1984         | 1988          | Đại sứ tại Anh Quốc, Phái viên Bộ Ngoại giao tại Hồng Kông                                |
| 6  | Lý Triệu Tinh           | 李肇星   | Lǐ Zhàoxīng   | 1985         | 1990          | Thường vụ Đại hội đại biểu Nhân dân toàn quốc lần thứ 11, Ngoại trưởng                    |
| 7  | Lý Kim Hoa (nữ)         | 李金华   | Lǐ Jīnhuá     | 1987         | 1991          | Đại sứ tại New Zealand                                                                    |
| 8  | Kim Quế Hoa             | 金桂华   | Jīn Guìhuá    | 1988         | 1991          | Đại sứ tại Malaysia kiêm nhiệm Brunei, Đại sứ tại Thái Lan                                |
| 9  | Đoàn Tân                | 段津     | Duàn Jīn      | 1990         | 1993          | Tổng Lãnh sự tại Sydney, Úc                                                               |
| 10 | Ngô Kiến Dân            | 吴建民   | Wú Jiànmín    | 1990         | 1994          | Thường vụ Đại hội đại biểu Nhân dân toàn quốc lần thứ 11, Viện trưởng Học viện Ngoại giao |
| 11 | Phạm Huệ Quyên (nữ)     | 范慧娟   | Fàn Huìjuān   | 1990         | 1993          | Đại sứ tại Cộng hòa Ireland                                                               |
| 12 | Lý Kiến Anh             | 李建英   | Lǐ Jiànyīng   | 1991         | 1993          | Đại sứ tại Qatar                                                                          |
| 13 | Trần Kiến               | 陈建     | Chén Jiàn     | 1994         | 1996          | Phó Tổng thư ký Liên Hợp Quốc                                                             |
| 14 | Thẩm Quốc Phóng         | 沈国放   | Shěn Guófǎng  | 1996         | 1998          | Trưởng đại diện Phái đoàn thường trực của Trung Quốc tại LHQ, trợ lý Bộ trưởng Ngoại giao |
| 15 | Thôi Thiên Khải         | 崔天凯   | Cuī Tiānkǎi   | 1996         | 1997          | Đại sứ tại Hoa Kỳ                                                                         |
| 16 | Đường Quốc Cường        | 唐国强   | Táng Guójiàng | 1996         | 1998          | Chủ tịch Ủy ban Toàn quốc Trung Quốc về Hợp tác kinh tế Thái Bình Dương                   |
| 17 | Chu Bang Tạo            | 朱邦造   | Shú Bāngzào   | 1998         | 2001          | Đại sứ tại Tây Ban Nha kiêm nhiệm Andorra                                                 |
| 18 | Tôn Ngọc Tỷ             | 孙玉玺   | Sūn Yùxǐ      | 1998         | 2002          | Đặc phái viên Trung Quốc về Afghanistan                                                   |
| 19 | Chương Khởi Nguyệt (nữ) | 章启月   | Zhāng Fēiyuè  | 1998         | 2004          | Đại sứ tại Hy Lạp                                                                         |
| 20 | Khổng Tuyền             | 孔泉     | Kǒng Quán     | 2001         | 2006          | Phó Chủ nhiệm Thường vụ Văn phòng Tiểu tổ Lãnh đạo Công tác ngoại sự trung ương           |
| 21 | Lưu Kiến Siêu           | 刘建超   | Liú Jiànchāo  | 2001         | 2009          | Phó Chủ nhiệm Văn phòng Ủy ban Công tác Ngoại sự Trung ương                               |
| 22 | Tần Cương               | 秦刚     | Qín Gāng      | 2005         | 2010          | Thứ trưởng Bộ Ngoại giao (2017 - nay)                                                     |
| 23 | Khương Du (nữ)          | 姜瑜     | Jiāng Yú      | 2006         | 2012          | Đại sứ tại România                                                                        |
| 24 | Mã Triều Húc            | 马朝旭   | Mǎ Zhāoxù     | 2009         | 2012          | Thứ trưởng Bộ Ngoại giao                                                                  |
| 25 | Hồng Lỗi                | 洪磊     | Hóng Lěi      | 2010         | 2016          | Vụ trưởng Vụ Lễ tân thuộc Bộ Ngoại giao                                                   |
| 26 | Lưu Vị Dân              | 刘为民   | Liú Wèimín    | 2011         | 2012          | Phó Vụ trưởng Vụ Hợp tác quốc tế và cứu viện thuộc Bộ Tình trạng Khẩn cấp                 |
|    | Tần Cương (lần 2)       | 秦刚     | Qín Gāng      | 2011         | 2014          | Thứ trưởng Bộ Ngoại giao (2017 - nay)                                                     |
| 27 | Hoa Xuân Oánh (nữ)      | 华春莹   | Huà Chūnyíng  | 2012         | Hiện tại      | Vụ trưởng Vụ Thông tin thuộc Bộ Ngoại giao Trợ lý Bộ trưởng Ngoại giao Trung Quốc (2021)  |
| 28 | Lục Khảng               | 陸慷     | Lù Kāng       | 2015         | 2019          | Vụ trưởng Vụ Bắc Mỹ và châu Đại Dương thuộc Bộ Ngoại giao                                 |
| 29 | Cảnh Sảng               | 耿爽     | Gěng Shuǎng   | 2016         | 2020          | Phó đại diện thường trực phái đoàn Trung Quốc tại Liên Hợp Quốc                           |
| 30 | Triệu Lập Kiên          | 赵立坚   | Zhào Lìjiān   | 2019         | Hiện tại      | Phó Vụ trưởng Vụ Thông tin thuộc Bộ Ngoại giao                                            |
| 31 | Uông Văn Bân            | 汪文斌   | Wāng Wénbīn   | 2020         | Hiện tại      | Phó Vụ trưởng Vụ Thông tin thuộc Bộ Ngoại giao                                            |
| 32 | Mao Ninh                | 毛宁     | Máo Níng      | 2022         | Hiện tại      | Phó Vụ trưởng Vụ Thông tin Bộ Ngoại giao                                                  |